# Северна Херцеговина
Северна Херцеговина или Горна Херцеговина е микрорайон в Херцеговина.
Този микрорайон обхваща ябланичкото, призорското и коницкото поречие. Северна Херцеговина е преходна към Централна Босна или още известна и като Връхбосна.
Климатът на Северна Херцеговина е умерено-континентален, в сравнение с останалата част Херцеговина, където климатът е типичен средиземноморски и субсредиземноморски. Северна Херцеговина не е и типично карстова в отличие от останалата част на областта, примерно от Източна Херцеговина. Районът на Кониц е най-големият, другите два са около градските центрове на Ябланица и Прозор.